# Vandalizem v Wikipediji
Vandalizem v Wikipediji je kakršnokoli moteče ali zlonamerno urejanje. Vandalizem vključuje kakršno koli dodajanje, odstranjevanje ali spreminjanje, ki je šaljivo, nesmiselno, prevarano, žaljivo ali kakor koli ponižujoče.
V svoji zgodovini se je Wikipedija trudila, da bi ohranila ravnovesje med omogočanjem svobode odprtega urejanja in zaščito natančnosti svojih informacij, kadar lahko lažni podatki škodujejo njenim subjektom. Vandalizem je na Wikipediji enostavno storiti, saj lahko spletno mesto ureja kdor koli, z izjemo zaščitenih strani (ki jih lahko glede na stopnjo zaščitenosti urejajo samo uporabniki z določenimi privilegiji).
Vandaliziranje Wikipedije ni kaznivo dejanje, vendar pa krši pogoje uporabe spletnega mesta, če urejanje povzroči škodo. Vandalom je urejanje onemogočeno, lahko pa so v skladu s pogoji uporabe tudi blokirani. Vandalizem lahko storijo bodisi gostujoči uredniki bodisi tisti z registriranimi računi; polzaščiteno ali popolnoma zaščiteno stran lahko urejajo samo (samodejno) potrjeni računi oziroma skrbniki. Pogoste tarče vandalizma vključujejo članke o vročih in spornih temah, slavne zvezdnike in aktualne dogodke. V nekaterih primerih so lažno poročali, da so ljudje umrli. To se je zgodilo predvsem ameriškim senatorjema Tedu Kennedyju in Robertu Byrdu (oba sta zdaj že pokojna) ter ameriškemu reperju Kanyeju Westu (ki je še živ).
Za izziv preprečevanja vandalizma na Wikipediji je nekoč glavni urednik Encyclopædie Britannica Robert McHenry dejal: »Uporabnik, ki obišče Wikipedijo ..., je prej v položaju obiskovalca javnega stranišča. Morda je očitno umazan, tako da ve, da je zelo previden, ali pa se zdi dokaj čist, tako da ga lahko zaziba lažni občutek varnosti. Kar zagotovo ne ve, je, kdo je objekte uporabljal pred seboj.«

## Preprečevanje
Vsako nedavno urejanje se prikaže na strani zadnjih sprememb, kjer je mogoče videti tudi zadnje spremembe vandalov, ki so pravkar vandalizirali določene strani. Vsak registriran uporabnik lahko razveljavi njegovo spremembo in vrne stran na prejšnjo različico, na pogovorni strani vandala pa mu lahko napiše opozorilo proti vandaliziranju. Če vandali vztrajajo, lahko administratorji vandalizem preprečijo z zaščito strani pred urejanji neprijavljenih uporabnikov, vandalom pa z blokiranjem onemogočijo urejanje na Wikipediji. 
Večino vandalizma na Wikipediji preprečijo filtri. 

### ClueBot NG
Eden izmed njih, ClueBot NG, je program za preprečevanje vandalizma iz angleške Wikipedije. Ta bot sta ustvarila Christopher Breneman in Cobi Carter, angleška uporabnika Wikipedije v letu 2010. Nasledil je prvotnega ClueBot-a, kratica NG pa pomeni Next Generation. 
ClueBot NG s pomočjo strojnega učenja in Bayesove statistike ugotovi, ali je treba katero od sprememb angleške Wikipedije razveljaviti ali ne. Spremembo prekliče, če program meni, da bi jo bilo treba preklicati. Čeprav je bot učinkovito pomagal vzdrževati Wikipedijo do čistega in vzdržnega stanja, nekateri trdijo, da je do novih uporabnikov sovražen, ker znanja človeških možganov ne more uporabiti za urejanje in zapuščanje brezosebnih modelov.